# GKS Jastrzębie (hokej na lodzie)
JKH GKS Jastrzębie – polski klub hokejowy z siedzibą w Jastrzębiu-Zdroju.
Głównym sponsorem JKH został Jastrzębska Spółka Węglowa (JSW S.A.). Klub podjął współpracę z polską drużyną Orlik Opole oraz czeską HC Hawierzów. Do 2016 drużyna występowała w strojach meczowych o barwach czarno-pomarańczowo-czarnych, nawiązujących do kolorystyki logo sponsora JSW. Od sezonu 2016/2017 przyjęto barwy herbu klubu na koszulkach meczowych, a mianowicie zielono-czarno-żółte.

## Historia
Chronologia nazw
- Górnik Jas-Mos
- GKS Jastrzębie
- KKS "Zofiówka"
- JKH "Czarne Jastrzębie" (1993-2008)
- JKH GKS Jastrzębie (od 2008)

### Powstanie klubu LZS
Początki hokeja na lodzie w Jastrzębiu Zdroju sięgają końca 1952 roku. Wówczas kilku uczniów szkół średnich na czele z Janem Posłusznym i Florianem Gomolą postanowiło założyć klub hokejowy. Pierwszy z nich będąc uczniem cieszyńskiego liceum zetknął się z tą dyscypliną obserwując mecze pierwszoligowego ówcześnie Piasta Cieszyn, Gomola natomiast obserwował mecze na katowickim Torkacie. Było to trudne zadanie więc o pomoc zwrócili się do Stanisława Ogazy, pochodzącego z Rybnika przedwojennego oficera, który dobrze jeździł na łyżwach i jako jedyny w mieście posiadał parę łyżew hokejowych. Początkowo nie chciał się angażować w tworzenie klubu ze względu na niechęć do władz komunistycznych, jednak ponoć po namowach żony Ireny zmienił zdanie. Zwrócił się o dotację na utworzenie klubu do Wojewódzkiej Rady Ludowych Zespołów Sportowych. Działacze z Katowic nie byli przychylni w angażowanie środków w klub hokejowy, więc Ogaza na początku 1953 roku założył LZS Jastrzębianka - klub wielosekcyjny. W jego skład oprócz sekcji hokeja na lodzie weszły już wcześniej istniejące kluby szermierki i pływania. Jastrzębscy hokeiści swoje mecze i treningi prowadzili na tafli basenu letniego w Parku Zdrojowym, który zimą nadawał się do uprawiania hokeja. Zimy były na tyle mroźne, że zawodnicy korzystali z obiektu w okresie od końca października do kwietnia, choć były okresy, że większość meczów trzeba było przekładać. Dzięki pomocy ślusarza Edwarda Mazura wokół basenu zostały wykonane niewysokie bandy. Początkowo największy problem dla hokeistów stanowiły braki w sprzęcie. Pierwszych pięć kijów hokejowych Ogaza uzyskał dzięki kontaktom w Służbie Polsce. Stroje dla drużyny zostały z kolei pozyskane z warszawskiego CWKS-u i również tutaj Ogaza użył swoich znajomości w wojsku. Zdecydowanie najtrudniej było pozyskać łyżwy. Młodzi hokeiści wykonywali je sami przerabiając buty górnicze, do których za pomocą nitów mocowali łyżwy. Drużynie z pomocą przyszedł dentysta Józef Drobek, który udostępnił nieużywane już wiertła, co ułatwiło wiercenie otworów w podeszwach butów. Na początku 1953 roku uformował się skład drużyny, w której znaleźli się: Stanisław Ogaza, Jan Posłuszny, Florian Gomola, Alojzy Wowra, Jan Pisarski, Henryk Tesarczyk, Edward Juskowiak, Bogusław Cyroń, Bolesław Cofalik, Eryk Mazur, Ryszard Skrobol, Stanisław Marszolik, Piotr Paździor, Feliks Antończyk, Stanisław Borek, Bronisław Borek, Józef Gomola, Emil Błatoń, Stanisław Abrachamczyk, Hieronim Musioł, Jan Kowol, Paweł Knop, Jerzy Baczyński, Arnold Reichman, Bolesław Wolny, Stanisław Wziętek, Jan Wuwer, Ernest Sosna, Jan Korzuch, Henryk Korzuch i Eugeniusz Szymik. Pierwszy mecz zakończony porażką Jastrzębianka rozegrała w Rybniku, a jej przeciwnikiem była miejscowa Silesia. Większość zawodników w tym meczu nie potrafiła ustać na lodzie, a bramkarz Jan Pisarski zamiast łyżew, grał w butach piłkarskich z gwoździami w podeszwie.
Klub został zarejestrowany w Okręgowym Związku Hokeja na Lodzie, a treningi nadal prowadził Ogaza. Trener od podstaw musiał uczyć swoich podopiecznych jazdy na łyżwach, prowadzenia krążka, czy taktyki gry w hokeja. Ogaza zaczął przygotowywać drużynę do rozgrywek ligowych. W tym celu postanowił poszukać wzmocnień w pobliskim Wodzisławiu Ślaskim. Istniejąca tam drużyna trenowana była przez pochodzącego z Czech Janusza Stolarskiego. Ogaza doszedł z nim do porozumienia i wkrótce do Jastrzębianki przenieśli się wyróżniający się zawodnicy wodzisławskiego klubu w tym m.in. Marian Banot. Ostatecznie również Stolarski trafił do drużyny z Jastrzębia. Z nowymi zawodnikami w składzie LZS Jastrzębianka jesienią 1953 roku przystąpiła do rozgrywek klasy powiatowej. Zespół znalazł się w grupie II, a jego rywalami były kluby Ogniwo Łaziska, Górnik Knurów i Stal Rybnik. Większość spotkań drużyna rozegrała na wyjeździe i zakończyły się one wysokimi porażkami m.in. 0:5 z Górnikiem Knurów czy 3:10 ze Stalą Rybnik. Mecze rozgrywane w Jastrzębiu cieszyły się dużym zainteresowaniem mieszkańców miasta, a także kuracjuszy przebywających w uzdrowisku, którzy licznie odwiedzali lodowisko. Drużyna w tym czasie mogła również liczyć na pomoc swoich kibiców, którzy nosili sprzęt, podawali kije, cerowali stroje. W sezonie 1954/1955 klub nadal występował w klasie powiatowej, jednak tym razem został przyporządkowany do grupy I razem z zespołami Zrywu Nowe Tychy, Górnika Wesoła, Górnika Lędziny, LZS Kaczyce i Stali Będzin. Do ligi zgłoszeni zostali następujący zawodnicy: bramkarze – Henryk Tesarczyk, Herbert Pawliczek, Eugeniusz Szymik, Jan Pisarski, obrońcy – Jerzy Baczyński, Fojcik, Ernest Sosna, Jan Posłuszny, napastnicy – Stanisław Ogaza, Bronisław Bożek, Jerzy Drobik, Marian Banot, Jan Wuwer, Florian Gomola, Arnold Reichman, Bolesław Cofalik. Zespół prowadził nadal Stanisław Ogaza. Drużyna zainaugurowała rozgrywki ligowe dopiero w styczniu 1955 roku, gdyż ze względu na kruchy lód na basenie nie można było wcześniej rozgrywać meczów. Zawodnicy Jastrzębianki radzili sobie dużo lepiej niż przed rokiem i ostatecznie zajęli drugie miejsce tuż za drużyną z Nowych Tychów. Hokeiści nadal borykali się z dużymi brakami w sprzęcie zwłaszcza z niedostatkiem kijów hokejowych. Sytuacja poprawiła się kiedy produkcją kijów hokejowych zajął się miejscowy właściciel zakładu stolarskiego Franciszek Peterek. Mimo początkowej niechęci do wyrabiania kijów hokejowych, a za namową Justyna Karaska rozwinął swój fach do tego stopnia, że jego kije zamawiały kluby ekstraligowe, a produkował ich 500 sztuk dziennie. Od momentu utworzenia klubu jego rozwój utrudniał brak sztucznego lodowiska. Ze względu na trudne warunki pogodowe nie zawsze udawało się również rozgrywać mecze na zamarzniętym basenie. W połowie lat 50. działacze znaleźli rozwiązanie wynajmując dla drużyny „Torkat” jedyne wówczas sztuczne lodowisko na Śląsku. Ze względu na duże zainteresowanie lodowiskiem przez śląskie kluby jastrzębianie mogli trenować na lodzie tuż po północy. Na treningi kilka razy w tygodniu dojeżdżali ciężarówką, którą użyczył brat Ogazy będący dyrektorem Przedsiębiorstwa Materiałów Budowlanych w Wodzisławiu.

### Górnik Jastrzębie
Drużyna na wskroś amatorska mimo zaangażowania zawodników nie awansowała na szczebel wojewódzki. Część hokeistów zaczęła upatrywać szansy na dalszy rozwój klubu w nowo powstałych kopalniach. Takiemu rozwiązaniu stanowczo sprzeciwiał się Ogaza. Doszło do otwartego konfliktu z częścią zawodników zatrudnionych w kopalniach. Zwrócili się oni do związków zawodowych z prośbą o pomoc. Związki opodatkowały wszystkich pracowników jastrzębskich kopalń obowiązkową składką na sport w wysokości 2 zł. Na początku 1961 roku budowa kopalń „Jastrzębie” i „Moszczenica” wchodziła w decydującą fazę. Nad tą pierwszą patronat objął Związek Młodzieży Socjalistycznej i prawdopodobnie z jego inicjatywy przy pomocy dyrekcji budujących się kopalń w marcu 1961 roku założono wielosekcyjny Klub Sportowy „Górnik Jastrzębie”. Został on wpisany do rejestru przez Prezydium Wojewódzkiej Rady Narodowej w Katowicach w dniu 15 czerwca 1961 roku. Szesnastoma członkami-założycielami klubu byli najważniejsi ludzie w miejscowym rodzącym się górnictwie: Mieczysław Kopka - dyrektor Przedsiębiorstwa Budowy Kopalń ROW, Włodzimierz Ostaszewski - dyrektor KWK „Jastrzębie-Moszczenica w budowie”, Edmund Dexheimer - kierownik budowy kopalni „Jastrzębie”, Bernard Hałupka, Florian Gomola - jeden z założycieli LZS Jastrzębianka, Alojzy Poloczek, Kazimierz Obracaj, Józef Gajda, Kazimierz Sitek, Tadeusz Plewnia, Lucjan Ratajczak, Józef Mucha, Augustyn Lasota, Henryk Kała, Rudolf Hyła i Franciszek Aprias - wybitny przodownik pracy. Pierwszym prezesem był Edmund Dexheimer, sekretarzem – Florian Gomola, a skarbnikiem – Kazimierz Sitek. W klubie funkcjonowały sekcje piłki nożnej, siatkówki i szermierki. Do tego stowarzyszenia swój akces zgłosili również hokeiści LZS i wkrótce stali się jedną z sekcji klubu. W mieście przestały ostatecznie funkcjonować ludowe zespoły sportowe. Włączenie LZS-u do Górnika wiązało się z zakończeniem pracy Ogazy z drużyną seniorów. Pracował on jeszcze przez kilka sezonów z grupami młodzieżowymi po czym odszedł z klubu. Jego miejsce w pierwszej drużynie zajął pozyskany z Piasta Cieszyn Edward Rusin. Przyjście Rusina było pierwszym transferem w klubie, a Górnik jako ekwiwalent przekazał Piastowi 300 metrów taśmy górniczej. Górnik wsparty dużymi środkami finansowymi pochodzącymi z kopalni zmienił zasady funkcjonowania. Hokeiści z amatorów stali się zawodowcami i przeszli na etaty górnicze. Zespół został wzmocniony prawie wszystkimi zawodnikami Silesii Rybnik, tak że rybnicki klub został rozwiązany. Do Grónika trafili również hokeiści Piasta Cieszyn, Górnika Katowice, Naprzodu Janów, a także z czeskiej Karwiny. W 1963 roku doszło do fuzji z LZS Moszczenica, co skutkowało zmianą nazwy klubu na „Grónik Jas-Mos”. W 1967 roku wzmocniona drużyna Górnika uzyskała awans do klasy wojewódzkiej. Grającym trenerem zespołu był Edward Rusin. W tym czasie zespół wszystkie swoje spotkania w roli gospodarza rozgrywał na katowickim „Torkacie”. W połowie 1970 roku klub zmienił nazwę na Górniczy Klub Sportowy Jastrzębie.

### Lata 70. i 80.

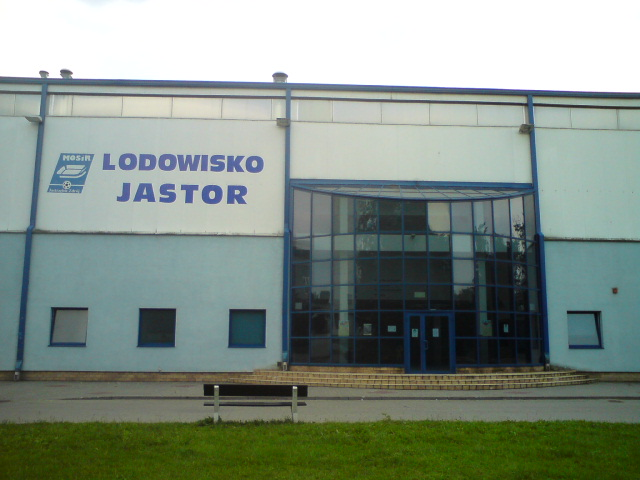
Zmodernizowane lodowisko „Jastor”

Rok 1975 był bardzo ważny w historii klubu, ponieważ wówczas oddano do użytku sztuczne lodowisko „Jastor”. W 1990 roku doszło do podziału wielosekcyjnego GKS Jastrzębie. Sekcja hokejowa zmieniła nazwę na KKS „Zofiówka” Jastrzębie co było podyktowane tym, że kopalnia węgla kamiennego „Zofiówka” była odpowiedzialna za sekcję hokejową w GKS–ie.
W sezonie 1990/1991 Zofiówka Jastrzębie nadal występowała w II lidze w grupie południowej, która wówczas liczyła pięć klubów. Trenerem zespołu był Krzysztof Pawłowski. Drużyna wygrała rozgrywki grupowe i awansowała do turnieju eliminacyjnego, gdzie rywalizowała o awans do I ligi. W półfinale rywalem była drużyna Stoczniowca Gdańsk, która zajęła drugie miejsce w grupie północnej. Rywalizacja w półfinałach i finale toczyła się w dwumeczu. Pierwsze spotkanie rozegrano w Gdańsku 2 marca 1991 roku i zakończyło się remisem 3:3. Mecz rewanżowy odbył się tydzień później w Jastrzębiu. Zofiówka pokonała Stoczniowiec 4:0 i awansowała do finału. Rywalem Jastrzębian w finale była drużyna Polonii Bydgoszcz, która w półfinałowym dwumeczu zwyciężyła Stal Sanok. Pierwsze spotkanie o mistrzostwo II ligi i awans do I ligi odbyło się 16 marca w Jastrzębiu. Zwyciężyli w nim jastrzębianie 4:3. W meczu rewanżowym rozegranym 23 marca był remis 3:3 i tym samym Zofiówka wywalczyła historyczny awans do I ligi. Kapitanem drużyny w sezonie był Andrzej Truty.
Debiutancki sezon w najwyższej klasie rozgrywkowej drużyna z Jastrzębia zakończyła na przedostatnim 9. miejscu. Dzięki temu, że po rundzie zasadniczej z ligi wycofało się Zagłębie Sosnowiec, klub miał zapewnione utrzymanie. W sezonie zasadniczym zespół rozegrał 22 mecze, w których trzy razy wygrał (3:2 z GKS–em Tychy, 10:4 i 8:2 z Zagłębiem Sosnowiec), raz zremisował (4:4 z Cracovią) i doznał 18 porażek. W spotkaniach grupy słabszej z Cracovią i Górnikiem 20 Katowice drużyna przegrała wszystkie 4 mecze. Przed startem sezonu 1992/1993 ze względu na kłopoty organizacyjno–finansowe klub wycofał się z rozgrywek i praktycznie przestał funkcjonować. W 1993 roku utworzono Jastrzębski Klub Hokejowy, który został zgłoszony do rozgrywek II ligi w sezonie 1995/1996. Liga liczyła trzy drużyny, oprócz zespołu JKH, jeszcze KTH Krynica i Damis Warszawa. Jastrzębianie zajęli ostatnie 3. miejsce. Po nieudanym sezonie klub wycofał drużynę seniorów z rozgrywek i prowadził wyłącznie szkolenie grup młodzieżowych.

### Reaktywacja
Reaktywacja seniorskiego hokeja w Jastrzębiu Zdroju miała miejsce w 2005 roku. W poniedziałek 6 czerwca 2005 roku do użytku zostało oddane zmodernizowane lodowisko. Przede wszystkim obiekt został zadaszony oraz wyposażony w trybuny mogące pomieścić 1880 osób z czego 1580 miejsc siedzących. Dzięki tej inicjatywie działacze Jastrzębskiego Klubu Hokejowego Czarne Jastrzębie podjęli decyzję o powołaniu drużyny seniorów i zgłoszeniu jej do rozgrywek I ligi w sezonie 2005/2006. Głównymi sponsorami klubu zostały Jastrzębska Spółka Węglowa oraz Prymat. Szkoleniowcem w dniu 27 kwietnia 2005 roku został mianowany Białorusin Edward Miłuszew, który wcześniej prowadził drużyny młodzieżowe w klubie. 21 maja jego grającym asystentem został były reprezentant Polski i wychowanek klubu 37-letni Sławomir Wieloch. Debiut w I lidze drużyna zanotowała 24 września 2005 roku wygrywając we własnej hali z Legią Mazowszem Warszawa 3:1. Pierwszą bramkę w 30 minucie spotkania zdobył Tomasz Malasiński. Sezon zasadniczy klub ukończył na czwartym miejscu i uzyskał prawo gry w fazie play-off. W 36 spotkaniach drużyna zgromadziła 80 punktów wygrywając 25 spotkań, 3 remisując i doznała 8 porażek w tym 2 po dogrywce. Zanotowała również korzystny bilans bramkowy 198 bramek zdobytych i 97 straconych. W półfinale play-off zespół mierzył się ze zwycięzcą rundy zasadniczej drużyną KTH Krynica. W serii do trzech zwycięstw lepsi okazali się kryniczanie, którzy dwukrotnie wygrali 5:2 na własnym lodowisku oraz 4:2 w Jastrzębiu-Zdroju. W meczu o trzecie miejsce rywalem Czarnych Jastrzębi była drużyna Polonii Bytom. W rywalizacji do dwóch zwycięstw Polonia oddała obydwa spotkania walkowerem dzięki czemu JKH zdobył brązowe medale.
W sezonie 2007/2008 klub zwyciężył w rozgrywkach I ligi i uzyskał awans do Polskiej Ligi Hokejowej. Drużyna w mistrzowskim sezonie ustanowiła rekord klubowy wygrywając wszystkie spotkania rundy zasadniczej i play-off łącznie 38 meczów. Po uzyskaniu awansu doszło do roszad w klubie. Z 31 marca 2008 roku wygasła umowa trenerowi Stanisławowi Małkowowi i nie została przedłużona. W jego miejsce klub zatrudnił czeskiego szkoleniowca Aleša Tomáška, który przyszedł z włoskiego Ice Sport Varese.
Na walnym zebraniu 9 czerwca 2008 roku podjęto decyzję o zmianie nazwy klubu na Jastrzębski Klub Hokejowy GKS Jastrzębie. Nowa nazwa nawiązywała do tradycji wielosekcyjnego GKS-u. Zmianie uległ również herb klubu.

### Lata 2010-2021

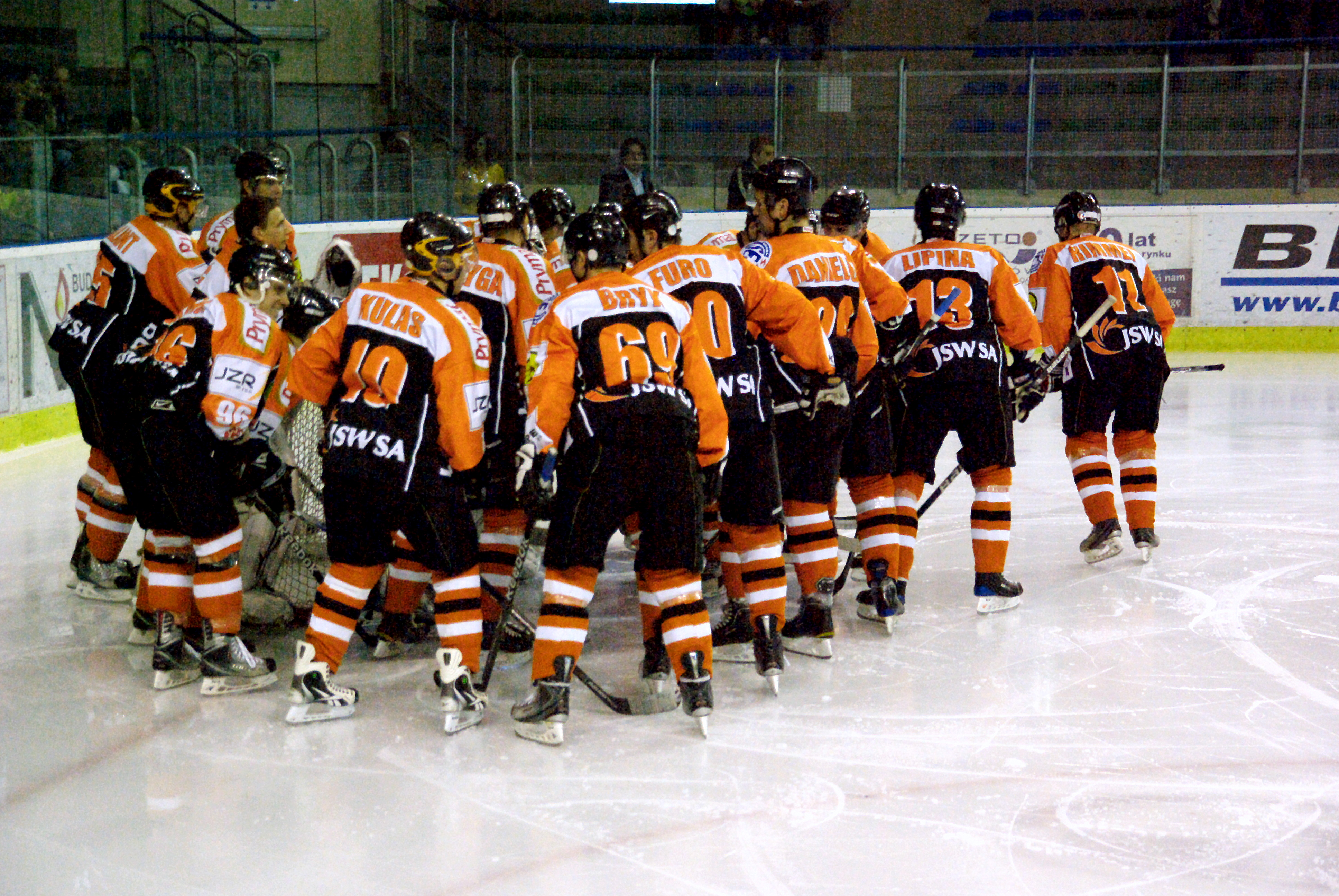
Drużyna JKH GKS w 2010

W sezonie ligowym 2010/2011 uczestniczyło 10 drużyn, które w rundzie zasadniczej rozegrały 36 spotkań. Zespół JKH GKS wygrał 22 mecze, przegrał 14 i uzyskał 66 punktów, dzięki czemu zajął czwarte miejsce w tabeli. Napastnik Richard Král zwyciężył w klasyfikacji kanadyjskiej zdobywając 65 punktów. Ten sam gracz triumfował również w zestawieniu najlepszych asystentów odnotowując 38 kluczowych podań. W pierwszej rundzie play-off klub zmierzył się z KH Sanok. Zgodnie z obowiązującym przepisem tzw. "bonusa" JKH GKS rozpoczął rywalizację z przewagą jednego zwycięstwa za zajęcie wyższego miejsca w tabeli sezonu zasadniczego. Z pięciu rozegranych meczów jastrzębianie wygrali trzy, a przegrali dwa i awansowali do półfinału.
W sezonie 2011/2012 wystartowało osiem klubów. Pierwsze cztery drużyny sezonu zasadniczego uzyskiwały awans do rundy play-off. GKS Jastrzębie podobnie jak przed rokiem zajął czwarte miejsce po rundzie zasadniczej. Awans do play-off drużyna zapewniła sobie w ostatniej kolejce wygrywając z Zagłębiem Sosnowiec 2:1. W 42 rozegranych spotkaniach drużyna zdobyła 78 punktów, wygrywając 26, a przegrywając 16 meczów. Najskuteczniejszymi zawodnikami byli dwaj czescy napastnicy Petr Lipina i Richard Bordowski, którzy strzelili po 23 bramki. Fazę play-off zgodnie z regulaminem klub rozpoczął od półfinału, gdzie jego rywalem był zwycięzca sezonu zasadniczego drużyna Ciarko PBS Bank KH Sanok. W meczach do czterech zwycięstw lepsi okazali się sanoczanie, którzy wygrali rywalizację w stosunku 4:0. Po porażce w półfinale klub walczył z Aksam Unią Oświęcim w meczach o brązowe medale. Po rozegraniu pięciu spotkań JKH prowadziło z Unią 3:2 i do wygrania rywalizacji potrzebowało jeszcze jednego zwycięstwa. Pomimo rozgrywania meczu we własnej hali zwycięstwo odnieśli oświęcimianie. Siódme spotkanie w Oświęcimiu w regulaminowym czasie gry zakończyło się remisem 2:2. W dogrywce decydującego gola zdobył obrońca Unii Jerzy Gabryś i to jego drużyna zdobyła brązowe medale.

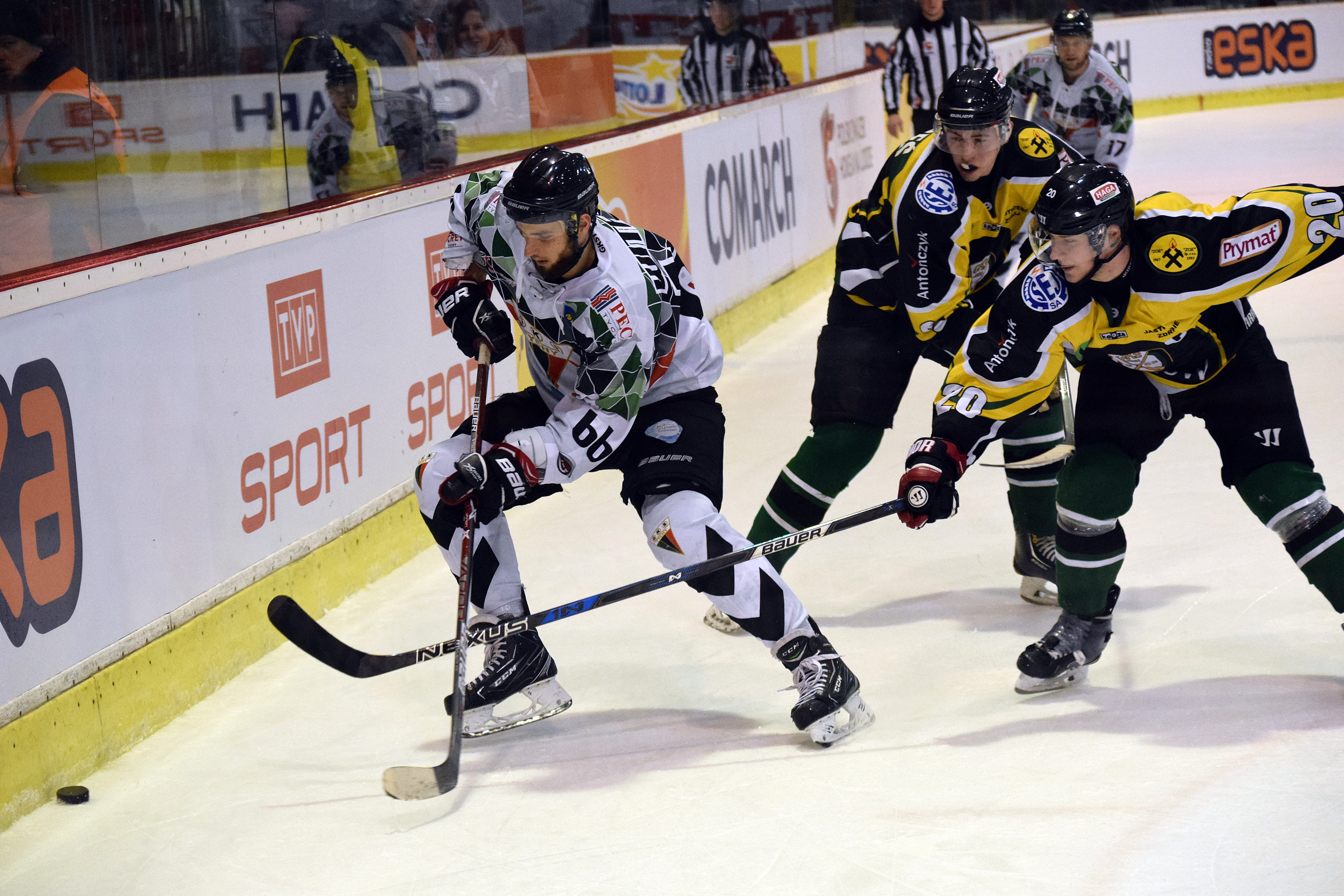
Spotkanie półfinałowe Pucharu Polski pomiędzy GKS Tychy a JKH GKS Jastrzębie w 2017 roku

W XV edycji Pucharu Polski w 2012 roku drużyna rozpoczęła rywalizację od ćwierćfinału, gdzie rywalem był zespół Zagłębia Sosnowiec. W dwumeczu lepsi okazali się jastrzębianie, którzy dwukrotnie pokonali przeciwnika. W pierwszym meczu rozgrywanym 16 listopada w Sosnowcu wygrali 7:4, a w rewanżu dwa dni później 8:0. Turniej finałowy odbył się w Sanoku w dniach 28-29 grudnia. W wyniku losowania par półfinałowych JKH trafił na GKS Tychy. Mecz w regulaminowym czasie gry zakończył się remisem 3:3. W dogrywce zwycięską bramkę zdobył Adrian Labryga i Jastrzębie po raz pierwszy w historii awansowało do finału. W meczu finałowym rozegranym 29 grudnia JKH GKS pokonał w finale 4:2 zespół Ciarko PBS Bank KH Sanok i po raz pierwszy w historii sięgnął po to trofeum. O zwycięstwie zadecydowała trzecia tercja, którą hokeiści JKH wygrali 3:0.
Do sezonu ligowego 2017/2018 drużyna przystępowała wzmocniona kilkoma hokeistami. Kontrakt podpisali m.in. Vladimír Lukáčik, który grał już w klubie w sezonie 2015/2016 oraz doświadczony czeski napastnik Martin Vozdecký. Z kolei z klubu odeszli gracze, którzy nie stanowili o sile zespołu. Na początku października do niemieckiego EV Lindau odszedł bramkarz David Zabolotny, który przegrał rywalizację z Tomášem Fučíkiem. W jego miejsce klub sprowadził z Polonii Bytom Ondřeja Raszkę. W połowie listopada po rozegraniu 19. kolejek, dzięki zwycięstwu 7:4 nad Polonią Bytom, klub zapewnił sobie udział w turnieju finałowym Pucharu Polski. W meczu 27. kolejki JKH pokonał na własnym lodowisku 3:1 MH Automatykę Gdańsk. Dwa gole w tym spotkaniu zdobył Leszek Laszkiewicz, a ta druga bramka była jubileuszową bo 500 w polskiej lidze wychowanka klubu z Jastrzębia.

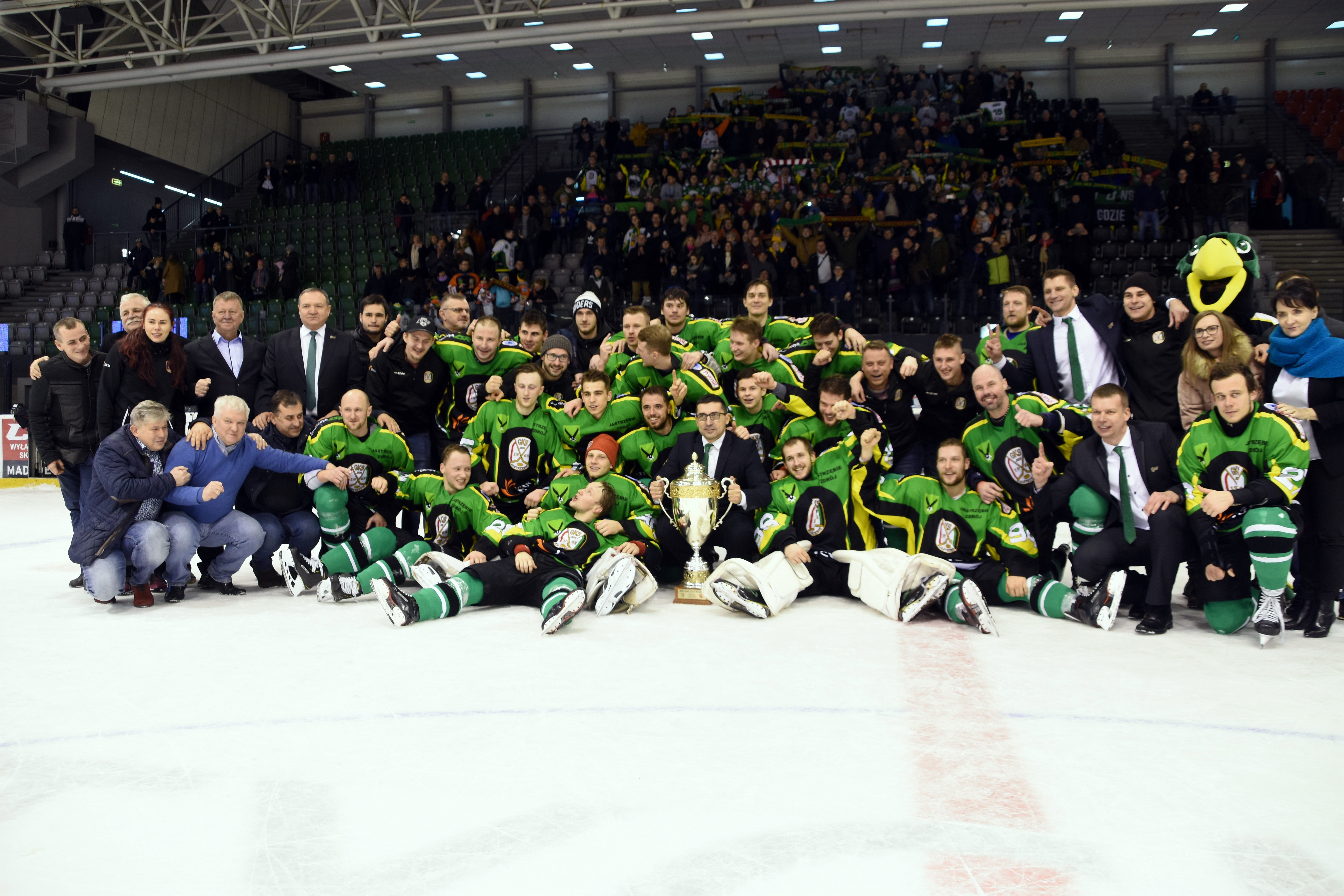
Drużyna JKH zdobywca Pucharu Polski w 2018 roku

Dwunasty sezon w najwyższej klasie rozgrywkowej JKH zainaugurował 11 września 2018 roku, a przeciwnikiem była drużyna Węglokoks Polska Polonia Bytom. Spotkania zakończyło się zwycięstwem jastrzębian 3:0. Po zakończeniu spotkania w hotelu Dąbrówka odbyła się uroczysta gala z okazji 65-lecia hokeja na lodzie w Jastrzębiu-Zdroju. W uroczystości wzięli udział m.in. założyciele LZS Jastrzębianka Florian Gomola i Jan Posłuszny, a także władze klubu, zawodnicy, sztab szkoleniowy, przedstawiciele urzędu miasta, sponsorzy oraz zaproszeni goście. Podczas spotkania odbyły się projekcie filmów oraz wystawa historycznych fotografii. Na koniec zasłużonym dla klubu zostały wręczone okolicznościowe medale.
Drużyna JKH GKS zdobyła międzynarodowy Puchar Wyszehradzki w edycji 2019/2020.
3 kwietnia 2021 roku klub po raz pierwszy w historii został mistrzem Polski wygrywając w play-off w finale 4:1 z Comarch Cracovią. W tym samym roku zdobył także Puchar Polski.
W uznaniu zasług 25 czerwca 2021 władze miasta wręczyły klubowi odznakę zbiorową „Zasłużony dla Miasta Jastrzębie-Zdrój”, zaś trenerowi Róbertowi Kaláberowi tytuł honorowego obywatela Jastrzębia-Zdroju.

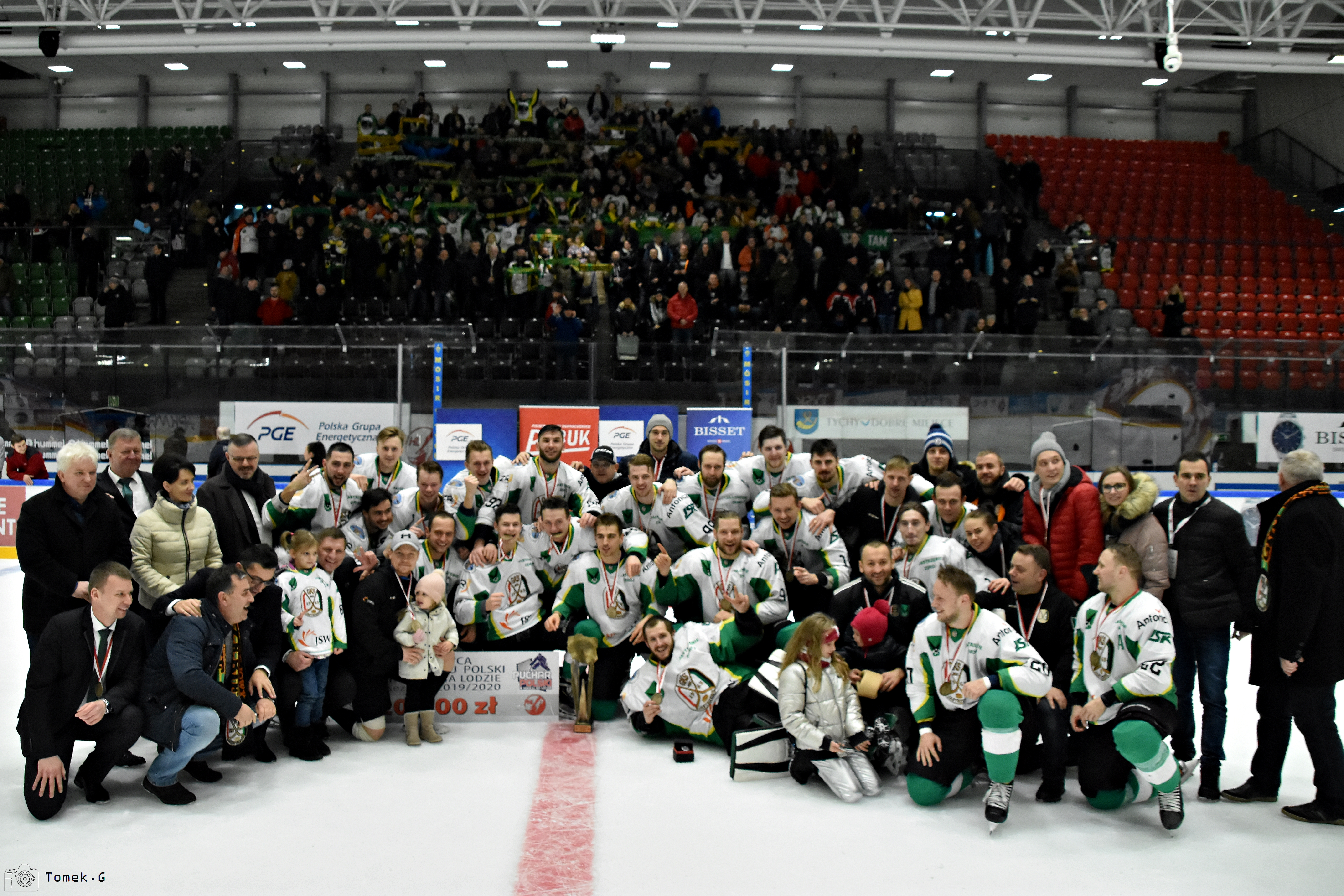
Drużyna JKH po zdobyciu Pucharu Polski w 2019 roku

## Sukcesy
Krajowe
- Mistrzostwa Polski:
  - 1. miejsce (1): 2021
  - 2. miejsce (2): 2013, 2015
  - 3. miejsce (4): 2014, 2020[38], 2022, 2025
- I liga:
  - 1. miejsce (2): 1991, 2008
- Puchar Polski:
  - Zdobywca (4): 2012, 2018, 2019, 2021
  - Finalista (2): 2023, 2024
- Superpuchar Polski:
  - Zdobywca (1): 2020, 2021
  - Pretendent (1): 2019
- Mistrzostwa Polski juniorów:
  - 1. miejsce (1): 2007
  - 3. miejsce (1): 2010

Międzynarodowe
- Puchar Wyszehradzki: 
  - Zdobywca (1): 2020

Indywidualne
Zwycięzca Klasyfikacji kanadyjskiej:
- 2009: Petr Lipina (62 punkty)
- 2011: Richard Král (79 punktów)

## JKH w rozgrywkach

### Miejsca w poszczególnych sezonach
|           |               |                  |     |    |    |    |   |   |   |    |   |   |     |    |
| 2017/2018 | PHL           |                  |     |    |    |    |   |   |   |    |   |   |     |    |
| 2017/2018 | PHL           | zasadnicza       | 5.  | 38 | 67 | 18 | 3 | 2 | 0 | 12 | 1 | 2 | 128 | 86 |
| 2017/2018 | PHL           | play-off         | -   | -  | -  | -  | - | - | - | -  | - | - | -   | -  |
| 2017/2018 | Puchar Polski | Turniej finałowy | 1/2 | 1  | -  | -  | - | - | - | 1  | - | - | 2   | 3  |
| 2018/2019 | PHL           |                  |     |    |    |    |   |   |   |    |   |   |     |    |
| 2018/2019 | PHL           | zasadnicza       | 4.  | 42 | 78 | 0  | 0 | 0 | 0 | 0  | 0 | 0 | 125 | 76 |
| 2018/2019 | PHL           | play-off         | 5.  | -  | -  | -  | - | - | - | -  | - | - | -   | -  |
| 2018/2019 | Puchar Polski | Turniej finałowy | Z   | 2  | 0  | 1  | 0 | 1 | - | 0  | 0 | 0 | 7   | 3  |

### Ekstraliga
W sezonie II ligi 1990/1991 drużyna Zofiówki Jastrzębie wygrała rozgrywki i uzyskała awans do I ligi. W sezonie I ligi 1991/1992 Zofiówka zajęła 9. miejsce (dziesiąty uczestnik, Zagłębie Sosnowiec, wycofał się w trakcie rozgrywek). Po zakończeniu sezonu drużyna z Jastrzębia została wycofana z ligi.
Drużyna JKH GKS Jastrzębie rozegrała w najwyższej klasie rozgrywkowej 499 meczów. Bilans spotkań jest korzystny i wynosi 264 zwycięstwa, 1 remis oraz 234 porażki. W rundzie zasadniczej klub rozegrał 414 spotkań, w których zanotował 224 zwycięstwa, 1 remis i 189 porażek. Z kolei w fazie play-off drużyna na 85 meczów zwyciężyła 40, a przegrała 45.
| Bilans JKH GKS Jastrzębie w PHL |            |        |         |
| Mecze                           | Zwycięstwa | Remisy | Porażki |
| 499                             | 264        | 1      | 234     |

Stan na 20.10.2017

### Puchar Polski
Drużyna JKH GKS Jastrzębie wystąpiła w dziewięciu edycjach Pucharu Polski. W 2012, 2018 i 2019 wygrała te rozgrywki. Ponadto w edycjach 2009, 2011, 2014, 2015 i 2017 klub rywalizował w turnieju finałowym, jednak za każdym razem przegrywał mecz półfinałowy. Łącznie zespół rozegrał 33 spotkań, z których 19 wygrał, 1 zremisował oraz 13 przegrał.
| Bilans JKH GKS Jastrzębie w Pucharze Polski |            |        |         |
| Mecze                                       | Zwycięstwa | Remisy | Porażki |
| 33                                          | 19         | 1      | 13      |

## Jubileuszowe bramki
Drużyna JKH GKS Jastrzębie w dwunastu sezonach w ekstraklasie zdobyła ponad 2000 goli. Pierwszą bramkę zdobył Wojciech Maciejczyk w przegranym 1:7 meczu z Polonią Bytom w sezonie 1991/1992. Setne trafienie w sezonie 2008/2009 zaliczył Rafał Bernacki w przegranym 1:2 meczu z GKS Tychy. Dwa lata później ówczesna gwiazda zespołu Richard Král strzelił pięćsetnego gola dla jastrzębian w PLH. Jubileuszowy tysięczny gol został zdobyty na Jastorze 22 września 2013 roku. W zwycięskim meczu z Podhalem Nowy Targ na listę strzelców wpisał się wychowanek nowotarskiego klubu Damian Kapica. Był to 283 mecz jastrzębian w ekstralidze. Tysiąc pięćsetną bramkę w sezonie 2015/2016 strzelił wychowanek i wielokrotny reprezentant kraju Leszek Laszkiewicz. Jubileuszowa dwutysięczna bramka została zdobyta przez wychowanka klubu Kamila Wałęgę w przegranym 2:8 meczu ćwierćfinałowym z Cracovią w sezonie 2018/2019. Najwięcej jubileuszowych goli na swoim koncie mają Richard Král i Łukasz Nalewajka.
| Gol nr | Strzelec            | Sezon     | Data       | Mecz                  | Wynik  | Nr meczu |
| ------ | ------------------- | --------- | ---------- | --------------------- | ------ | -------- |
| 1      | Wojciech Maciejczyk | 1991/1992 | 08.09.1991 | Polonia Bytom (w)     | 1:7    | 1        |
| 100    | Rafał Bernacki      | 2008/2009 | 05.10.2008 | GKS Tychy (d)         | 1:2    | 34       |
| 200    | Jakub Radwan        | 2008/2009 | 16.01.2009 | Polonia Bytom (w)     | 2:1    | 62       |
| 300    | Rudolf Wolf         | 2009/2010 | 24.11.2009 | Naprzód Janów (w)     | 4:3 k. | 93       |
| 400    | Richard Bordowski   | 2010/2011 | 12.09.2010 | Podhale Nowy Targ (w) | 2:3    | 128      |
| 500    | Richard Král        | 2010/2011 | 28.12.2010 | KTH Krynica (d)       | 12:2   | 150      |
| 600    | Marcin Słodczyk     | 2011/2012 | 16.09.2011 | Podhale Nowy Targ (w) | 6:4    | 177      |
| 700    | Richard Král        | 2011/2012 | 06.01.2012 | Cracovia (w)          | 4:5    | 202      |
| 800    | Petr Lipina         | 2012/2013 | 18.09.2012 | Cracovia (d)          | 5:1    | 233      |
| 900    | Richard Král        | 2012/2013 | 13.01.2013 | Unia Oświęcim (d)     | 3:2 d. | 259      |
| 1000   | Damian Kapica       | 2013/2014 | 22.09.2013 | Podhale Nowy Targ (d) | 6:1    | 283      |
| 1100   | Łukasz Nalewajka    | 2013/2014 | 07.01.2014 | KTH Krynica (d)       | 12:2   | 309      |
| 1200   | Adrian Labryga      | 2013/2014 | 28.02.2014 | KTH Krynica (d)       | 6:1    | 329      |
| 1300   | Jan Šteber          | 2014/2015 | 24.10.2014 | Naprzód Janów (d)     | 3:0    | 350      |
| 1400   | Łukasz Nalewajka    | 2014/2015 | 18.01.2015 | Polonia Bytom (w)     | 9:4    | 375      |
| 1500   | Leszek Laszkiewicz  | 2015/2016 | 27.09.2015 | Orlik Opole (d)       | 3:2 k. | 407      |
| 1600   | Łukasz Nalewajka    | 2015/2016 | 24.01.2016 | Unia Oświęcim (w)     | 3:1    | 439      |
| 1700   | Radosław Nalewajka  | 2016/2017 | 27.01.2017 | GKS Tychy (d)         | 2:1    | 479      |
| 1800   | Jan Homer           | 2017/2018 | 24.11.2017 | Orlik Opole (d)       | 2:5    | 509      |
| 1900   | Peter Fabuš         | 2018/2019 | 07.10.2018 | Unia Oświęcim (d)     | 7:4    | 544      |
| 2000   | Kamil Wałęga        | 2018/2019 | 24.02.2019 | Cracovia (w)          | 2:8    | 580      |
| 3000   | Maciej Urbanowicz   | 2024/2025 | 05.01.2025 | KH Energa Toruń (w)   | 3:2 d. |          |

## Dotychczasowi trenerzy
Trenerem w klubie i szkoleniowcem wychowanków był od 1991 do 2006 Edward Miłuszew, w tym prowadził zespół seniorski w sezonie 1991/1992 oraz od 2005 do 2006. Od 2006 do 2008 trenerem był Stanisław Małkow. Od października 2009 do 2010 trenerem drużyny był Wojciech Matczak. Jego następcą od 2010 do końca sezonu 2012/2013 był Czech Jiří Režnar. Jego następcą w sezonie 2013/2014 był także Czech, Mojmír Trličík. W maju 2014 trenerem został Słowak Róbert Kaláber. Po sezonie 2024/2025 ów szkoleniowiec odszedł ze stanowiska. 25 kwietnia 2025 nwoym głównym trenerem został ogłoszony dotychczasowy asystent Rafał Bernacki, a jego asystentem Marek Chrabański, zaś dyrektorem sportowym pozostał Leszek Laszkiewicz.
| Lp. | Imię i nazwisko     | Okres urzędowania | Okres urzędowania |
| --- | ------------------- | ----------------- | ----------------- |
| 1.  | Krzysztof Pawłowski | b.d.              | b.d.              |
| 2.  | Edward Miłuszew     | 1991              | 1992              |
| 3.  | Edward Miłuszew     | 27.04.2005        | 08.10.2006        |
| 4.  | Stanisław Małkow    | 09.10.2006        | 31.03.2008        |
| 5.  | Aleš Tomášek        | 01.04.2008        | 17.10.2009        |
| 6.  | Wojciech Matczak    | 18.10.2009        | 30.03.2010        |
| 7.  | Jiří Režnar         | 31.03.2010        | 31.03.2013        |
| 8.  | Mojmír Trličík      | 11.04.2013        | 31.03.2014        |
| 9.  | Róbert Kaláber      | 14.05.2014        | 05.04.2025        |
| 10. | Rafał Bernacki      | 25.04.2025        |                   |

## Kadra w sezonie2024/2025
Na podstawie materiału źródłowego:
| Bramkarze: - Vilho Heikkinen - Kacper Michalski - Jakub Lackovič - Maciej Miarka Obrońcy: - Emil Bagin - Niki Blomberg - Kamil Górny - Patryk Hanzel - Vratislav Kunst - Aleksi Mäkelä - Jakub Onak - Taneli Ronkainen - Jakub Žůrek |  | Napastnicy: - Mark Kaleinikovas - Martin Kasperlík - Szymon Kiełbicki - Hannu Kuru - Łukasz Nalewajka - Radosław Nalewajka - Samuel Petráš - Teemu Pulkkinen - Roman Rác - Tomasz Szczerba - Jakub Ślusarczyk - Maciej Urbanowicz – kapitan - Dawid Wawrzkiewicz - Michał Zając |